# Classe ATC N02
La classe ATC N02, dénommée « Analgésiques », est un sous-groupe thérapeutique de la classification anatomique, thérapeutique et chimique, développée par l'OMS pour classer les médicaments et autres produits médicaux. La classe ATC vétérinaire correspondante dans la classification ATCvet est QN02. Le sous-groupe présenté ici est celui établi par l'OMS, et peut donc différer des versions dérivées utilisées dans certains pays. Il fait partie du groupe anatomique N de la classification, intitulé « Système nerveux ».

## N02A Opiacés

### N02AA Alcaloïdes naturels de l'opium
N02AA01 Morphine
N02AA02 Opium
N02AA03 Hydromorphone
N02AA04 Nicomorphine
N02AA05 Oxycodone
N02AA08 Dihydrocodéine
N02AA10 Papavérétum
N02AA51 Morphine, associations
N02AA53 Hydromorphone et naloxone
N02AA55 Oxycodone, associations
N02AA56 Oxycodone et naltrexone
N02AA58 Dihydrocodéine, associations
N02AA59 Codéine, associations excluant psycholeptiques
N02AA79 Codéine, associations avec psycholeptiques

### N02AB Dérivés de la phénylpipéridine
N02AB01 Kétobémidone
N02AB02 Péthidine
N02AB03 Fentanyl
N02AB52 Péthidine, associations excluant psycholeptiques
QN02AB53 Fentanyl, associations excluant psycholeptiques
N02AB72 Péthidine, associations avec psycholeptiques
QN02AB73 Fentanyl, associations avec psycholeptiques

### N02AC Dérivés de la diphénylpropylamine
N02AC01 Dextromoramide
N02AC03 Piritramide
N02AC04 Dextropropoxyphène
N02AC05 Bézitramide
N02AC52 Méthadone, associations sans psycholeptiques
N02AC54 Dextropropoxyphène, associations sans psycholeptiques
N02AC74 Dextropropoxyphène, associations avec des psycholeptiques
QN02AC90 Méthadone

### N02AD Dérivés du benzomorphane
N02AD01 Pentazocine
N02AD02 Phénazocine

### N02AE Dérivés de l'oripavine
N02AE01 Buprénorphine
« QN02AE90 » Étorphine
« QN02AE99 » Dérivés de l'oripavine, associations

### N02AF Dérivés du morphinane
N02AF01 Butorphanol
N02AF02 Nalbuphine

### N02AG Opiacés en association avec antispasmodiques
N02AG01 Morphine et antispasmodiques
N02AG02 Kétobémidone et antispasmodiques
N02AG03 Péthidine et antispasmodiques
N02AG04 Hydromorphone et antispasmodiques

### N02AJ Opiacés en association avec analgésiques non-opioïdes
N02AJ01 Dihydrocodéine et paracétamol
N02AJ02 Dihydrocodéine et acide acétylsalicylique
N02AJ03 Dihydrocodéine et autres analgésiques non-opioïdes
N02AJ06 Codéine et paracétamol
N02AJ07 Codéine et acide acétylsalicylique
N02AJ08 Codéine et ibuprofène
N02AJ09 Codéine et autres analgésiques non-opioïdes
N02AJ13 Tramadol et paracétamol
N02AJ14 Tramadol et dexkétoprofène
N02AJ15 Tramadol et autres analgésiques non-opioïdes
N02AJ17 Oxycodone et paracétamol
N02AJ18 Oxycodone et acide acétylsalicylique
N02AJ19 Oxycodone et ibuprofène

### N02AX Autres opiacés
N02AX01 Tilidine
N02AX02 Tramadol
N02AX03 Dézocine
N02AX05 Meptazinol
N02AX06 Tapentadol

## N02B Autres analgésiques et antipyrétiques

### N02BA Acide salicylique et dérivés (salicylés)
N02BA01 Acide acétylsalicylique
N02BA02 Aloxiprine
N02BA03 Salicylate de choline
N02BA04 Salicylate de sodium
N02BA05 Salicylamide
N02BA06 Salsalate
N02BA07 Éthenzamide
N02BA08 Salicylate de morpholine
N02BA09 Dipyrocétyl (en)
N02BA10 Bénorilate
N02BA11 Diflunisal
N02BA12 Salicylate de potassium
N02BA14 Guacétisal (en)
N02BA15 Carbasalate calcium (en)
N02BA16 Salicylate d'imidazole
N02BA51 Acide acétylsalicylique, associations excluant psycholeptiques
N02BA55 Salicylamide, associations excluant psycholeptiques
N02BA57 Éthenzamide, associations excluant psycholeptiques
N02BA59 Dipyrocétyl, associations excluant psycholeptiques
N02BA65 Carbasalate calcium, associations excluant psycholeptiques
N02BA71 Acide acétylsalicylique, associations avec psycholeptiques
N02BA75 Salicylamide, associations avec psycholeptiques
N02BA77 Éthenzamide, associations avec psycholeptiques
N02BA79 Dipyrocétyl, associations avec psycholeptiques

### N02BB Pyrazolones
N02BB01 Phénazone
N02BB02 Métamizole sodique
N02BB03 Aminophénazone
N02BB04 Propyphénazone
N02BB05 Nifénazone (en)
N02BB51 Phénazone, associations excluant psycholeptiques
N02BB52 Métamizole sodique, associations excluant psycholeptiques
N02BB53 Aminophénazone, associations excluant psycholeptiques
N02BB54 Propyphénazone, associations excluant psycholeptiques
N02BB71 Phénazone, associations excluant psycholeptiques
N02BB72 Métamizole sodique, associations excluant psycholeptiques
N02BB73 Aminophénazone, associations avec psycholeptiques
N02BB74 Propyphénazone, associations avec psycholeptiques

### N02BE Anilides
N02BE01 Paracétamol
N02BE03 Phénacétine
N02BE04 Bucétine
N02BE05 Propacétamol
N02BE51 Paracétamol, associations excluant psycholeptiques
N02BE53 Phénacétine, associations excluant psycholeptiques
N02BE54 Bucétine, associations excluant psycholeptiques
N02BE71 Paracétamol, associations avec psycholeptiques
N02BE73 Phénacétine, associations avec psycholeptiques
N02BE74 Bucétine, associations avec psycholeptiques

### N02BG Autres analgésiques et antipyrétiques
N02BG02 Rimazolium
N02BG03 Glafénine
N02BG04 Floctafénine
N02BG05 Viminol
N02BG06 Néfopam
N02BG07 Flupirtine
N02BG08 Ziconotide
N02BG09 Méthoxyflurane
N02BG10 Cannabinoïdes (inclut les nabiximols)

## N02C Médicaments antimigraineux

### N02CA Alcaloïdes de l'ergot (du seigle)
N02CA01 Dihydroergotamine
N02CA02 Ergotamine
N02CA04 Méthysergide
N02CA07 Lisuride
N02CA51 Dihydroergotamine, associations
N02CA52 Ergotamine, associations excluant psycholeptiques
N02CA72 Ergotamine, associations avec psycholeptiques

### N02CB Dérivés des corticostéroïdes
N02CB01 Flumédroxone

### N02CC Agonistes sélectifs de la sérotonine (5-HT1) («triptans»)
N02CC01 Sumatriptan
N02CC02 Naratriptan
N02CC03 Zolmitriptan
N02CC04 Rizatriptan
N02CC05 Almotriptan
N02CC06 Élétriptan
N02CC07 Frovatriptan

### N02CD Antagoniste du récepteur lié au gène de la calcitonine (dont «gépant»)
N02CD01 Erenumab
N02CD02 Galcanezumab
N02CD03 Fremanezumab
N02CD04 Ubrogepant
N02CD05 Eptinezumab
N02CD06 Rimegepant
N02CD07 Atogepant
N02CD08 Zavegepant

### N02CX Autres médicaments antimigraineux
N02CX01 Pizotifène
N02CX02 Clonidine
N02CX03 Iprazochrome
N02CX05 Dimétotiazine
N02CX06 Oxétorone
N02CX07 Érénumab